# Бурик Качинского
Бурик (Бур) Качинского — техническое средство, предназначенное для измерения плотности почвы путём отбора из неё образцов строго заданного объёма. Особенно активно и часто используется в исследованиях Физики почв

## История вопроса
Метод предложен Никодимом Антоновичем Качинским, в честь которого и назван.
Набор Качинского состоит из киянки, болванки особой формы (Предназначена для правки бюксов), оправки для забивания бурика, мастерка и ножа для вырезания образца и специальных бюксов.
Бюксы специально разработаны таким образом, чтобы в них с минимальным зазором входил Бурик Качинского. При отборе образцов песчаных и других рыхлосвязанных почв бурик Качинского закрывается крышкой от бюкса Качинского, таким образом исключается высыпание почвы.

## Метод отбора
Как уже описано выше, бурик забивается в почву при помощи киянки через специальную оправку. Оправка устроена так, чтобы не допустить уплотнения почвы внутри бурика. При забивании бурика глубже нормы оправка упирается в почву вокруг бурика. Затем бурик вместе с почвенным образцом вырезается из почвы и обрезается, будучи накрыт крышкой от бюкса Качинского. После этого содержимое бурика переносится в бюкс Качинского.
Объём образца чётко задан конструкцией бурика и методикой, масса рассчитывается по разнице веса. Таким образом мы можем рассчитать плотность (объёмный вес) почвы

## Бур Зайдельмана
Бур Зайдельмана был предложен российским учёным Ф. Р. Зайдельманом специально для определения плотности (объёмного веса) торфяной почвы. Из-за специфики торфяных залежей бурик Качинского был модифицирован — к нему была приварена ручка и заточенная нижняя кромка заменена зубчатой пилообразной.